# Gutier Núñez de Castille
Gutier Núñez est comte de Castille entre 929 et 931. Il est probablement le fils de Nuño Fernández qui a été comte de Castille entre 920 et 926.
Il est connu comme comte grâce à un seul document daté du 1er mars 931 provenant du monastère de Cardeña, qui porte la mention « Rex Adefonso in Legione et comite Guthier Nunnis in Burgos » (Roi Alphonse de León et comte Gutier Núñez à Burgos). Cependant, peu de temps après, Ferdinand González de Castille apparaît comme comte de Castille, probablement nommé par le roi Ramiro II de León.
Plusieurs hypothèses concernent la filiation de Gutier Núñez : Justo Pérez de Urbel l'identifie avec un noble galicien Gutier Muñoz, frère de la reine Goto, épouse de Sancho Ordóñez, roi de Galice, petit-fils de Gutier Menéndez et arrière-petit-fils du comte Hermenegildo Gutiérrez ; mais il est plus probable qu'il ait été le fils du précédent comte, Nuño Fernández (son patronyme, Núñez, signifie "fils de Nuño").